# Бустон
Бустон (тадж. Бӯстон, раніше Чкаловськ) — місто в Согдійській області Таджикистану. Населення 24700 мешканців (2003).

## Історія
Місто засноване в 1946 році як селище при Ленінабадському гірничо-хімічному комбінаті. Для будівництва підприємства були використані ресурси ГУЛАГу, тут було створено перевірочно-фільтраційний табір де розташували кілька тисяч радянських солдат та офіцерів, які були звільнені з німецького полону. Також сюди з Комі доставили радянських німців, яких раніше депортували з Поволжя.
На початку 2016 року постановою таджицького уряду російську назву Чкаловськ (на честь В. Чкалова) змінено на користь таджицької — Бустон («сад»). 1 лютого 2016 президент країни Емомалі Рахмон підписав постанову Кабінету Міністрів Таджикистану про перейменування міста. Як зазначено в документі, «метою перейменування є пропаганда національних цінностей, пробудження історичної пам'яті молодого і підростаючого поколінь про культуру предків і сучасну державність таджицького народу».

## Промисловість
Це первісток атомної промисловості СРСР: з урану, здобутого і збагаченого тут, запущений перший атомний реактор і зроблена перша радянська атомна бомба. Тут здійснюється переробка уранових руд.

Чкаловський комбінат залишається стратегічним підприємством, однак не за рахунок урану, а афінажу золота і виробництва золотих і срібних злитків. Причиною занепаду підприємства стало те, що на момент розпаду СРСР таджики та узбеки складали лише 11 % працівників комбінату. Сучасна назва підприємства «Восток-Редмет».

## Населення
Із розпадом СРСР почався процес масового виїзду з міста. У 1984 році його населення складало 40 тисяч мешканців. Станом на 2004 рік населення міста складало 21,5 тисячі людей.

## Українська діаспора
Са́ме у Чкаловську 25 травня 2009 року офіційно поновилася діяльність згуртованої української діаспори у формі Українського культурного Центру в Республіці Таджикистан.